# 荘暁岩
荘 暁岩（そう ぎょうがん、Zhuang Xiaoyan、1969年5月4日 - ）は、中国の遼寧省瀋陽出身の女子柔道家。
現役時代は72キロ超級の選手だった。現在は瀋陽の体育学校でコーチを務めている。

## 人物
10代の頃から毎年のように福岡国際にやって来ては活躍していた。1991年の世界選手権、翌年のバルセロナオリンピックでも圧倒的な強さで優勝を飾った。
中国の重量級選手としては173cm、95キロと比較的小柄ながら、非常にパワフルな柔道が持ち味で、背負投や双手刈、小内巻込などを得意としていた。

## 偽純金缶騒動
オリンピックで優勝した際には8万人民元が支給された。
それ以外の報酬として飲料メーカーの健力宝から他の17名のオリンピック金メダリストらとともに200グラムの｢純金製｣の缶を贈呈された。
その缶を宝物のように扱い、毎年1000人民元以上を払って銀行に保管していたこともあったが、2011年7月に16歳の双子の娘にそれを見せようと取り寄せたものの、缶の表面に異変を感じたので鑑定会社に調査を依頼したところ、それは50人民元程度の価値しかない紛い物だったことが判明した。｢この缶は自分の柔道人生の最良の証となるものだと確信していたのに｣と、荘は怒りと悲しみを表明した。また、荘による問い合わせに対して健力宝は「コマーシャルに起用して埋め合わせしますので、どうか穏便に」と回答したが、それ以降何の返事もないのでマスコミに今回の件を公表することにした。

## 主な戦績
(階級表記のない大会は全て72kg超級での成績)
- 1986年 - 福岡国際　無差別　2位
- 1987年 - 福岡国際　無差別　2位
- 1988年 - 福岡国際　無差別　優勝
- 1989年 - 福岡国際　無差別　優勝
- 1990年 - アジア大会　無差別　優勝
- 1990年 - 福岡国際　無差別　優勝
- 1991年 - 世界選手権　無差別　優勝
- 1991年 - 福岡国際　72kg超級　優勝　無差別　優勝
- 1992年 - バルセロナオリンピック　優勝